# Lactura laetifera
Lactura laetifera is een vlinder uit de familie van de Lacturidae. De wetenschappelijke naam van de soort is voor het eerst geldig gepubliceerd in 1864 door Walker.